# Nyugat-wyomingi Közösségi Főiskola
A Nyugat-wyomingi Közösségi Főiskola (angolul: Western Wyoming Community College) állami fenntartású felsőoktatási intézmény az Amerikai Egyesült Államok Wyoming államának Rock Springs városában. Green Riverben telephely működik.

## Története
Az 1959 őszén alapított intézmény első esti munkarendű képzése negyven hallgatóval és öt oktatóval indult. 1960–1961-ben az egykori Reliance középiskola épületébe költözött és nappali képzések is indultak, 1964-ben pedig lefedettségi körzete bővült és felvette mai nevét. Alapítványát 1968-ban hozták létre; 2023-ban 26 milliós vagyonnal rendelkezett.
1966. október 4-én 1 822 000 dolláros építkezést jelentettek be; alapkőletétele 1967. november 11-én, átadása 1969 júniusában volt. 1973 márciusában 1,78 milliós kötvénykibocsátást szavaztak meg, így 1974-ben további oktatási létesítményeket, majd hitelekből 1976-ban kollégiumokat létesítettek. Az intézményt 1976 áprilisában akkreditálták.
1981-ben 63 milliós beruházással újabb kollégiumépítés kezdődött; az új épületet 1985-ben, a színházat, hallgatói közösségi teret és további tantermeket pedig 1987–1988-ban adták át. 1993 őszén vegyészlabor, 1997 augusztusában újabb kollégium nyílt. 2022-ben Wyoming államtól, 2024 januárjában pedig a kereskedelmi minisztériumtól nyolcmilliós támogatást kaptak egy egészségtudományi létesítményre.

## Múzeum
A Weidner múzeumban 125 állatfaj található meg, emellett a campuson további fosszíliák, kövek és öt életnagyságú dinoszaurusz van kiállítva. A Western galéria országos, regionális és hallgatói alkotásokat mutat be, emellett az intézmény területén moaireplikák is vannak.

## Oktatás
36 felsőoktatási szakképzési, 35 részképzési és egy alapképzési szakot indítanak, emellett BSc-képzésbe is tovább lehet lépni. Egyes részképzéseken további tanúsítványokat lehet megszerezni.

## Sport
Az NJCAA 9-es régiójában versenyző Western Wyoming College Mustangsnek férfi és női kosárlabda-, férfi birkózó-, női labdarúgó-, valamint női röplabdacsapata van. A birkózócsapat megnyerte a 2023-as és 2024-es országos bajnokságot.

## Fordítás
- Ez a szócikk részben vagy egészben  a   Western Wyoming Community College című angol Wikipédia-szócikk ezen változatának fordításán alapul.  Az eredeti cikk szerkesztőit annak laptörténete sorolja fel. Ez a jelzés csupán a megfogalmazás eredetét és a szerzői jogokat jelzi, nem szolgál a cikkben szereplő információk forrásmegjelöléseként.